# Adam Starostka
Adam Starostka (ur. 1 stycznia 1957 w Tarnowie) – polski lekkoatleta, olimpijczyk.
Specjalizował się w biegu na 400 m. Był mistrzem Polski na tym dystansie w 1980. Startował na Igrzyskach Olimpijskich w 1980 w Moskwie w sztafecie 4 × 400 m, która odpadła w przedbiegu (wraz z nim biegli Jan Pawłowicz, Jerzy Pietrzyk i Andrzej Stępień).
Wielokrotnie wystąpił w meczach międzypaństwowych, w sztafecie 4 × 400 m, m.in. w Londynie (drużyny: Wielka Brytania, Polska, RFN), Tokio (8 najlepszych drużyn światowych), Warszawie (Polska, RFN Węgry), Ostrawie, Lipsku.
Rekord życiowy Starostki na 400 m wynosi 46,47 s.
Był zawodnikiem Unii Tarnów i SZS-AZS Kraków. Jest absolwentem AWF w Krakowie. Mieszka w Myszkowie, gdzie pracuje jako nauczyciel wychowania fizycznego w Liceum Ogólnokształcącym im. mjr. Henryka Sucharskiego.